# Corfitz Ludvig Beck-Friis (1767–1834)
Corfitz Ludvig Beck-Friis, född 9 april 1767 i Bosjöklosters församling, död 18 februari 1834 i Gustavs församling, Malmöhus län, var en svensk militär, greve och hovfunktionär.

## Biografi
Corfitz Ludvig Beck-Friis föddes 1767 på Bosjökloster i Bosjöklosters socken. Han var son till översten och kommendanten Corfitz Ludvig Beck-Friis och Maria Stjernblad. Beck-Friis blev 3 juni 1775 antagen till krigstjänst och blev 3 juli 1775 kvartermästare vid Södra Skånska kavalleriregementet. Han blev 3 december 1777 kornett och 20 april 1785 löjtnant. Beck-Friis blev 22 oktober 1791 kammarherre hos drottning Sofia Magdalena. Han upphöjdes 19 oktober 1791 till greve och blev 1792 tjänstefri från tjänsten som kammarherre. Beck-Friis blev 26 april 1793 ryttmästare vid regementet och 23 september 1795 överadjutant och major i armén. Han fick 22 november 1796 hovmarskalks titel och tog 6 mars 1797 avsked från krigstjänsten. Beck-Friis tilldelades 17 juli 1819 till riddare av Nordstjärneorden. Han avled 1834 på Börringe kloster i Gustavs socken.

### Egendom
Beck-Friis ägde Börringe kloster och Fiholm i Jäders socken.

### Familj
Beck-Friis gifte sig 21 juni 1791 på Skabersjö i Skabersjö socken med friherrinnan Lovisa Thott (1772–1809), dotter till en av rikets herrar, landshövdingen greve Tage Thott och friherrinnan Ulrika Christina Barnekow. De fick tillsammans barnen Ulrika Beck-Friis (1792–1792), Maria SOfia Beck-Friis (1792–1865) som var gift med hovmarskalken greve Nils Anton Barck, Vilhelminga Christina Beck-Friis (1793–1876) som var gift med överstekammarjunkaren greve Claes Casimir Lewenhaupt, ryttmästaren Joakim Beck-Friis (1795–1822), Ulrika Beck-Friis (1796–1897), statsfrun Eva Charlotta Beck-Friis (1798–1877) som var gift med kammarherren greve Adolf Jakob Carl Hamilton och kammarherren Carl Henrik von Knorring, Corfitz Ludvig Beck-Friis (1799–1800), kammarherren Corfitz Beck-Friis (1801–1870), Margareta Magdalena Beck-Friis (1803–1804), Agneta Beck-Friis (1804–1804) och Lave Ludvig Beck-Friis (1804–1806).